# Kościół poewangelicki w Sztumie
Kościół poewangelicki w Sztumie – dawna świątynia protestancka znajdująca się na rynku (obecnie Plac Wolności) w Sztumie, w województwie pomorskim.

## Historia
Budowla została wzniesiona na miejscu dawnego ratusza miejskiego. Prace budowlane rozpoczęły się w 1816. Osobiście król Fryderyk Wilhelm III Pruski na budowę świątyni przeznaczył 4500 talarów i za darmo drewno - materiał budowlany. Przez niego zostały ufundowane również dzwony odlane w królewskiej ludwisarni w Berlinie. Koszt całej budowy wyniósł około 6520 talarów. Kamień węgielny pod przyszły kościół został położony 25 czerwca 1816 roku i zbudowany według planów Karla Friedricha Schinkla, przez Salomona Sachsa jako kierownika budowy. 18 października 1818 roku ukończona świątynia została poświęcona i przekazana luteranom. Nabożeństwa protestanckie były odprawiane w niej do stycznia 1945. Po zakończeniu II wojny światowej budowla popadała w ruinę i używana była tylko jako kaplica pogrzebowa. W 1999 została odnowiona elewacja zewnętrzna świątyni, a w późniejszych latach przeprowadzono prace konserwacyjne sklepienia. Po wyremontowaniu świątynia pełni odtąd rolę placówki kulturalnej i muzealnej jako Centrum Kultury Chrześcijańskiej pod opieką Bractwa Rycerzy Ziemi Sztumskiej. Na chórach świątyni jest prezentowana Wystawa Regionalna o Sztumie i Ziemi Sztumskiej.

## Architektura
Świątynia jest budowlą orientowaną z wieżą o hełmie wiciowym. Nawy boczne przykrywa płaski strop, natomiast na zewnątrz dach pulpitowy. Nawa główna jest nakryta drewnianym sklepieniem beczkowym, pokrytym malowidłami imitującymi kasetony.